# Daniele Donnarumma
Daniele Donnarumma (Gragnano, 12 aprile 1992) è un calciatore italiano, difensore del Catania.

## Carriera
Cresciuto nelle giovanili del Napoli, esordisce in Serie B con la maglia della Nocerina il 1º ottobre 2011, nella gara persa per 2-0 contro l'Empoli. Dopo 6 mesi si trasferisce in prestito al Carpi.
Il 9 luglio 2012 si trasferisce in prestito al Como, dove rimarrà per 2 stagioni. Qui trova il primo gol tra i professionisti, in un Carpi-Como finito 1 a 2 sigla il gol vittoria, che vale la salvezza dei lariani.
Rientrato a Napoli, il 30 luglio 2014 viene ceduto a titolo definitivo al Messina. Rimasto svincolato a fine stagione il 3 novembre firma per la Cavese, in Serie D.
A fine stagione si trasferisce al Lecco, dove militerà per solo 6 mesi, prima di trasferirsi in Lega Pro, al Mantova. Qui firma un contratto di sei mesi.
Rimasto svincolato a fine stagione si trasferisce al Monopoli, dove firma un biennale. Il 22 agosto del 2019 prolunga il contratto per altre 2 stagioni.
Il 27 agosto 2020 viene acquistato dal Cittadella, militante in Serie B. Il 31 gennaio 2021 segna il suo primo gol con i veneti, nel pareggio casalingo contro la Cremonese. Quella resta l'unica segnatura in tre stagioni con i veneti. 
L'11 luglio 2023 firma un contratto biennale con il Cesena. Il 1ºottobre segna la sua prima rete con i romagnoli nel successo per 5-2 nel derby contro il Rimini, in cui mette anche a referto un assist.
Il 15 luglio 2025 viene ceduto a titolo definitivo al Catania.

## Statistiche

### Presenze e reti nei club
Statistiche aggiornate al 13 maggio 2025.
| Stagione          | Squadra           | Campionato        | Campionato | Campionato | Coppe nazionali | Coppe nazionali | Coppe nazionali | Coppe continentali | Coppe continentali | Coppe continentali | Altre coppe | Altre coppe | Altre coppe | Totale | Totale |
| Stagione          | Squadra           | Comp              | Pres       | Reti       | Comp            | Pres            | Reti            | Comp               | Pres               | Reti               | Comp        | Pres        | Reti        | Pres   | Reti   |
| ----------------- | ----------------- | ----------------- | ---------- | ---------- | --------------- | --------------- | --------------- | ------------------ | ------------------ | ------------------ | ----------- | ----------- | ----------- | ------ | ------ |
| 2011-gen. 2012    | Nocerina          | B                 | 5          | 0          | CI              | 0               | 0               |                    | -                  | -                  |             | -           | -           | 5      | 0      |
| gen.-giu. 2012    | Carpi             | 1D                | 1          | 0          | CI+CI-LP        | -               | -               |                    | -                  | -                  |             | -           | -           | 1      | 0      |
| 2012-2013         | Como              | 1D                | 18         | 1          | CI-LP           | 4               | 0               |                    | -                  | -                  |             | -           | -           | 22     | 1      |
| 2013-2014         | Como              | 1D                | 10         | 0          | CI-LP           | 1               | 0               |                    | -                  | -                  |             | -           | -           | 11     | 0      |
| Totale Como       | Totale Como       | Totale Como       | 28         | 1          |                 | 5               | 0               |                    | -                  | -                  |             | -           | -           | 33     | 1      |
| 2014-2015         | Messina           | LP                | 28+1       | 0          | CI+CI-LP        | 1+0             | 0               |                    | -                  | -                  |             | -           | -           | 30     | 0      |
| nov. 2015-2016    | Cavese            | D                 | 20+2       | 0+1        | CI-D            | -               | -               |                    | -                  | -                  |             | -           | -           | 22     | 1      |
| set.-dic. 2016    | Lecco             | D                 | 10         | 0          | CI-D            | -               | -               |                    | -                  | -                  |             | -           | -           | 10     | 0      |
| gen.-giu. 2017    | Mantova           | LP                | 17         | 1          | CI-LP           | -               | -               |                    | -                  | -                  |             | -           | -           | 17     | 1      |
| 2017-2018         | Monopoli          | C                 | 33+1       | 0          | CI-C            | 1               | 0               |                    | -                  | -                  |             | -           | -           | 35     | 0      |
| 2018-2019         | Monopoli          | C                 | 28+1       | 1          | CI+CI-C         | 2+1             | 0               |                    | -                  | -                  |             | -           | -           | 32     | 1      |
| 2019-2020         | Monopoli          | C                 | 21+1       | 2          | CI+CI-C         | 3+0             | 2+0             |                    | -                  | -                  |             | -           | -           | 25     | 4      |
| Totale Monopoli   | Totale Monopoli   | Totale Monopoli   | 82+3       | 3          |                 | 7               | 2               |                    | -                  | -                  |             | -           | -           | 92     | 5      |
| 2020-2021         | Cittadella        | B                 | 27+5       | 1          | CI              | 0               | 0               |                    | -                  | -                  |             | -           | -           | 32     | 1      |
| 2021-2022         | Cittadella        | B                 | 26         | 0          | CI              | 2               | 1               |                    | -                  | -                  |             | -           | -           | 28     | 1      |
| 2022-2023         | Cittadella        | B                 | 20         | 0          | CI              | 2               | 0               |                    | -                  | -                  |             | -           | -           | 22     | 0      |
| Totale Cittadella | Totale Cittadella | Totale Cittadella | 73+5       | 1          |                 | 4               | 1               |                    | -                  | -                  |             | -           | -           | 82     | 2      |
| 2023-2024         | Cesena            | C                 | 32         | 4          | CI              | 2               | 0               |                    | -                  | -                  | SC-C        | 2           | 0           | 36     | 4      |
| 2024-2025         | Cesena            | B                 | 28         | 1          | CI              | 3               | 0               | -                  | -                  | -                  | -           | -           | -           | 31     | 1      |
| Totale Cesena     | Totale Cesena     | Totale Cesena     | 60         | 5          |                 | 5               | 0               |                    | -                  | -                  |             | 2           | 0           | 67     | 5      |
| Totale carriera   | Totale carriera   | Totale carriera   | 335        | 12         |                 | 22              | 3               |                    | -                  | -                  |             | 2           | 0           | 359    | 15     |

## Palmarès

### Club

#### Competizioni nazionali
- Serie C: 1

Cesena: 2023-2024 (girone B)
- Supercoppa Serie C: 1

Cesena: 2024